# Mitrídates II del Bósforo
Mitrídates I del Bósforo, a veces conocido como Mitrídates II del Bósforo o Mitrídates I de Pérgamo, fue un noble y monarca que vivió y reino en la actual Anatolia durante el siglo I a. C..

## Familia
Era fruto de la relación entre Mitrídates VI del Ponto (134 a. C.-63 a. C.) y su amante, la princesa gálata Adobogiona la Vieja (circa 90 a. C.-50 a. C.). Una de sus hermanas era Adobogiona la Joven (circa 70 a. C.-30 a. C.), esposa del tetrarca Cástor Saecondarius, que gobernó entre el 41/40 a. C. y el 37/36 a. C., y madre de Deyótaro Filadelfo, último rey de Paflagonia, quien reino entre el 31 a. C. y el 6 d. C. Mitrídates tenía ascendencia celta, persa y macedónica. 

## Biografía
Su padre lo envió a Pérgamo para que se educara, llegando a convertirse en el líder indiscutido de la ciudad. También fue tetrarca de la tribu tromi. En el invierno del 48 a. C.-47 a. C. Cayo Julio César (100 a. C.-44 a. C.) estaba sitiado en Alejandría por Achillas (m. 47 a. C.), tutor y general de Ptolomeo XIII (62/61 a. C.-47 a. C.). Mitrídates organizó un ejército y rompió el asedio, participando en la batalla del Nilo. Tras la batalla de Zela, César le hizo rey del Bósforo, ordenándole hacerle la guerra a su sobrina Dinamia Filorromano (67 a. C.-14 a. C.) y su esposo, Asander Filocésar Filorromano (110 a. C.-17 a. C.), monarcas en ejercicio del reino, para derrocarlos. Finalmente se impuso sobre su sobrina. Sin embargo, después del asesinato de César, Cayo Octavio Turino (63 a. C.-14 d. C.) le forzó a abdicar a favor de Asander y Dinamia. Poco después murió. 

## Ficción
En la película Cleopatra de 1963, fue personificado por el italiano Furio Meniconi (1924-1981).